# Foxing

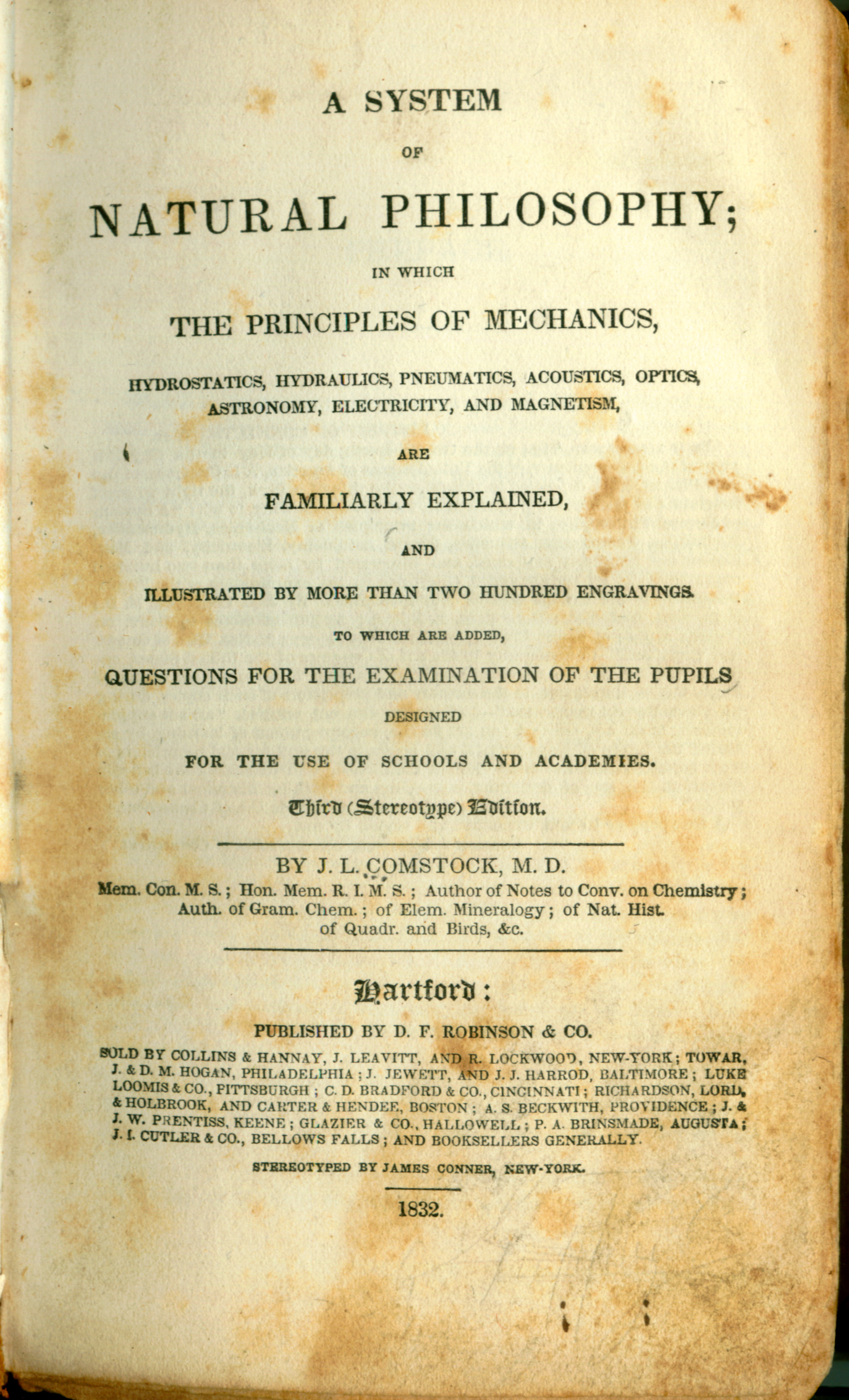
Présence de foxing sur la page de titre d'un manuel de 1832.

Le foxing (que l'on pourrait traduire par rousseur en français) est un processus de détérioration dans le temps long de matériaux qui provoque l'apparition de taches et un brunissement, notamment sur les papier anciens. On retrouve ce phénomène sur les documents d'archives, les livres ou encore les timbres-poste. Le terme provient autant de la couleur brun-rougeâtre des taches que de l'oxyde ferrique provoquant des taches de rouille. Le terme souvent utilisé en bibliothéconomie pour désigner ce phénomène sur les ouvrages ancien est piqûre.
Le foxing est rarement présent dans les incunables. La baisse de la qualité des fibres composant le papier peut en être la cause. À mesure que la demande de papier augmentait au cours des siècles suivants, les fabricants de papier ont utilisé moins d'eau et ont passé moins de temps à nettoyer les fibres utilisées pour fabriquer le papier.
Bien qu’inesthétiques et constituant un facteur de baisse de la valeur pour les collectionneurs, ces traces n’affectent pas directement l’intégrité du papier.
Le phénomène de foxing se produit également sur les peaux ou les spécimens étudiés biologiquement, sous l'effet de réactions chimiques ou de moisissures se développant avec la mélanine.
Il peut également être intentionnellement ajoutées aux textiles pour leur donner un aspect vieilli.
Le foxing n'est pas la seule cause de dégradation des papiers. D'autres types de détérioration du papier liés au vieillissement existent et incluent la destruction de la lignine par la lumière du soleil et l'exposition à la pollution atmosphérique qui provoquent généralement un brunissement et un effritement du papier sur les bords. Des dommages sont aussi liés à l'acide sur les papiers bon marché, notamment le papier journal ancien, fabriqué avec une pâte à papier acide.

## Causes
Les causes du foxing ne sont pas clairement identifiées. Une théorie suppute que les rousseurs sont causées par une croissance fongique sur le papier. Une autre théorie serait que le phénomène est causé par l'effet sur certains papiers de l'oxydation du fer, du cuivre ou d'autres substances présentes dans la pâte ou le textile à partir duquel le papier a été fabriqué. Une multi-causalité n'est pas à écarter, et en outre, un taux d'hygrométrie élevé peut contribuer à la formation de ces rousseurs.

## Possibilités de restauration

### Documents papiers
Les documents atteints peuvent être restaurés, avec plus ou moins de succès, à l'aide d'agents chimiques : borohydrure de sodium, agents de blanchiment exclusifs, peroxyde d'hydrogène dilué ou encore les lasers. Cependant ces méthodes présentent des risques d'effets secondaires ou d'endommagement du papier ou l'encre. Ils ne peuvent être mis en œuvre que par des restaurateur diplômés et après avoir mesuré le bénéficie-risque pour le document. Les phénomènes naturels de vieillissement des documents font en effet partie de leur histoire et la restauration ne peut intervenir qu'en dernier recours pour sauver les documents très abîmés.
Une autre méthode consiste à numériser le document et à effectuer une retouche d'image pour supprimer les tâches, tout en conservant l'intégrité de l'original.

### Échantillons biologiques
Il n’est généralement pas conseillé de restaurer les spécimens d’étude, sauf peut-être en cas de dommages mécaniques. Les spécimens-types ne doivent pas – dans la mesure du possible – être modifiés en aucune façon. Si le phénomène affecte la valeur d'étude d'un spécimen (par exemple sur les peaux d'oiseaux ou de mammifères ou sur les insectes, où il pourrait affecter la coloration diagnostique), cela pourrait plutôt être noté sur l'étiquette du spécimen. Les normes de couleur peuvent fournir un moyen de documenter la coloration avant ou dans les premiers stades d'apparition des altérations.

### Textiles
Le foxing peut également affecter les vêtements anciens et usés. Il peut aussi être ajouté à partir d'une modification intentionnelle des cols de chemise, des poignets et des chaussures, pour donner aux vêtements une apparence plus ancienne, usagée et bien portée.

## Voir également
- Papier
- Restauration (art)